# Persone di nome Tim/Calciatori
| Questa pagina contiene informazioni ricavate automaticamente dalle voci biografiche con l'ausilio del template Bio e di un bot. L'aggiornamento è periodico e automatico e ricostruisce completamente la pagina. Se manca una persona in questa lista, sei pregato di non aggiungerla, ma accertati piuttosto che la sua voce biografica contenga il template Bio e che i dati anagrafici siano correttamente compilati. Se il template Bio manca, inseriscilo tu stesso o, in alternativa, metti l'avviso {{tmp\|Bio}} che ne segnala la mancanza. Se i dati riportati sono sbagliati, correggi direttamente la voce biografica; le modifiche saranno visibili in questa lista entro pochi giorni. Per chiarimenti vedi il progetto antroponimi. La lista contiene solo le 51 persone che sono citate nell'enciclopedia e per le quali è stato implementato correttamente il template Bio. Pagina aggiornata al 22 lug 2025. |

Questa è una lista di persone presenti nell'enciclopedia che hanno il nome Tim e sono calciatori.

## A(1)
- Tim Albutat, calciatore tedesco (Taunusstein, n. 1992)

## B(5)
- Tim Björkström, calciatore svedese (Raksta, n. 1991)
- Tim Breithaupt, calciatore tedesco (Offenburg, n. 2002)
- Tim Breukers, calciatore olandese (Oldenzaal, n. 1987)
- Tim Brown, ex calciatore neozelandese (Ascot, n. 1981)
- Tim Burns, ex calciatore inglese (n. 1947)

## C(2)
- Tim Coremans, calciatore olandese (Breda, n. 1991)
- Tim Cornelisse, ex calciatore olandese (Alkmaar, n. 1978)

## D(2)
- Tim de Cler, ex calciatore olandese (Leida, n. 1978)
- Tim Drexler, calciatore tedesco (Bruchsal, n. 2005)

## E(2)
- Tim Eekman, calciatore olandese (Ridderkerk, n. 1991)
- Tim Erlandsson, calciatore svedese (n. 1996)

## F(1)
- Tim Freriks, calciatore olandese (Zaandam, n. 1998)

## G(1)
- Tim Gilissen, ex calciatore olandese (Enschede, n. 1982)

## H(5)
- Tim Hall, calciatore lussemburghese (Esch-sur-Alzette, n. 1997)
- Tim Heinz, ex calciatore lussemburghese (Mertzig, n. 1982)
- Tim Heubach, calciatore tedesco (Neuss, n. 1988)
- Tim Hoogland, ex calciatore tedesco (Marl, n. 1985)
- Tim Hölscher, calciatore tedesco (Gronau, n. 1995)

## J(1)
- Tim Janssen, ex calciatore olandese (Eindhoven, n. 1986)

## K(5)
- Tim Keurntjes, ex calciatore olandese (Doetinchem, n. 1991)
- Tim Kister, ex calciatore tedesco (Francoforte sul Meno, n. 1988)
- Tim Kleindienst, calciatore tedesco (Bad Muskau, n. 1995)
- Tim Knipping, calciatore tedesco (Kassel, n. 1992)
- Tim Krul, calciatore olandese (L'Aia, n. 1988)

## L(3)
- Tim Leibold, calciatore tedesco (Böblingen, n. 1993)
- Tim Lemperle, calciatore tedesco (Francoforte sul Meno, n. 2002)
- Tim Linthorst, calciatore olandese (Apeldoorn, n. 1994)

## M(5)
- Tim Markström, ex calciatore svedese (Gävle, n. 1986)
- Tim Matavž, calciatore sloveno (San Pietro-Vertoiba, n. 1989)
- Tim Matthys, ex calciatore belga (Gand, n. 1983)
- Tim Meyer, calciatore svizzero (n. 2004)
- Tim Myers, calciatore neozelandese (Auckland, n. 1990)

## O(2)
- Tim Oberdorf, calciatore tedesco (Hagen, n. 1996)
- Tim Oermann, calciatore tedesco (Bochum, n. 2003)

## P(2)
- Tim Parkin, ex calciatore inglese (Penrith, n. 1957)
- Tim Payne, calciatore neozelandese (Auckland, n. 1994)

## R(2)
- Tim Reigel, ex calciatore belga (n. 1980)
- Tim Rieder, calciatore tedesco (Dachau, n. 1993)

## S(6)
- Tim Sebastian, ex calciatore tedesco (Lipsia, n. 1984)
- Tim Siekman, ex calciatore olandese (Emmen, n. 1990)
- Tim Siersleben, calciatore tedesco (Magdeburgo, n. 2000)
- Tim Skarke, calciatore tedesco (Heidenheim an der Brenz, n. 1996)
- Tim Sparv, ex calciatore finlandese (Oravais, n. 1987)
- Tim Staubli, calciatore svizzero (Buchs, n. 2000)

## V(3)
- Tim Vincken, ex calciatore olandese (Berkel en Rodenrijs, n. 1986)
- Tim Väyrynen, calciatore finlandese (Espoo, n. 1993)
- Tim van de Loo, calciatore olandese (Nieuw-Vennep, n. 2003)

## W(3)
- Tim Waker, ex calciatore svedese (Stoccolma, n. 1994)
- Tim Ward, ex calciatore statunitense (Waukesha, n. 1987)
- Tim Wiese, ex calciatore tedesco (Bergisch Gladbach, n. 1981)